# Pat Heard
Pour les articles homonymes, voir Heard.
Pat Heard est un footballeur anglais né le 17 mars 1960 à Kingston upon Hull. Il évoluait au poste de défenseur.

## Biographie
Pat Heard commence sa carrière à Everton lors de la saison 1978-1979,.
Il devient joueur d'Aston Villa en 1979,.
Aston Villa remporte la Coupe des clubs champions lors de la campagne 1981-1982 mais Heard reste sur la banc lors de la finale remportée 1-0 contre le Bayern Munich,.
Il dispute son premier et unique match en Coupe des clubs champions lors de la saison suivante lors d'une victoire 3-1 contre Beşiktaş.
Lors de la saison 1983-1984, Heard est joueur du Sheffield Wednesday en deuxième division anglaise,.
Il joue en première division anglaise au sein de Newcastle United la saison suivante,.
Après un passage au Middlesbrough FC, Heard évolue sous les couleurs du club de sa ville natale le Hull City de 1986 à 1988,.
Heard est joueur de clubs de divisions inférieures en Angleterre : au Rotherham United, à Cardiff City et à nouveau à Hull City,.
Il raccroche les crampons en 1994 après une expérience à l'étranger en jouant avec Brunei (en) dans le championnat malaisien,.
Le bilan de la carrière de Pat Heard s'élève à 70 matchs en première division anglaise, pour quatre buts inscrits, et une rencontre en Coupe d'Europe des clubs champions.